# Agustín Mazzilli
Pour les articles homonymes, voir Mazzilli.
Agustín Mazzilli est un joueur argentin de hockey sur gazon né le 20 juin 1989 à Monte Grande. Il a remporté avec l'équipe d'Argentine la médaille d'or du tournoi masculin aux Jeux olympiques d'été de 2016 à Rio de Janeiro.